# 탁발식
탁발 식(拓跋寔, ? ~ 371년 음력 5월)은 오호 십육국 시대 대나라의 왕 탁발십익건의 둘째 아들이자 태자로, 북위의 개국황제인 도무제 탁발규의 아버지다.

## 생애

### 가세(家世)
대왕 탁발십익건과 그의 본처인 모용황의 딸 모용씨의 아들이다. 탁발십익건의 둘째 아들이었으나, 적장자였기 때문에 태자에 봉해졌다. 동복형제로는 동생 탁발한·탁발알파·탁발굴돌·탁발지간(拓跋地干)·탁발력진(拓跋力眞)·탁발수구(拓跋壽鳩)·탁발흘근(拓跋紇根)이 있었다. 대나라의 동부대인(東部大人)이자 하란부(賀蘭部)의 수장인 하란야간(賀蘭野干)의 딸 하란씨와 결혼하였다.

### 행적 및 사후
건국 34년(371년) 3월, 대나라의 장수 발발근(拔拔斤)이 모반을 일으켜 탁발십익건을 살해하려고 하였다. 그리하여 그는 칼을 뽑아들고 탁발십익건의 어좌를 향해 달려들었다. 탁발식은 몸을 던져 이를 막아내며 맞섰고, 격투 끝에 발발근을 잡아 죽였다. 하지만 탁발식은 이 과정에서 갈비뼈에 칼을 맞아 부상을 입었고, 결국 그것이 원인이 되어 그해 5월에 죽고 말았다. 그로부터 2개월 후인 같은해 7월, 하란부인은 탁발식의 유복자인 탁발규를 출산하였다.
천흥 원년(398년) 12월 2일(399년 1월 24일), 탁발규가 대나라의 후신인 북위의 황제의 자리에 올랐다(도무제). 도무제는 선대의 조상들을 황제로 추존하면서 아버지 탁발식을 헌명황제(獻明皇帝)로 추존하였다.
천흥 2년(399년) 10월, 북위의 태묘가 완성되었다. 도무제는 헌명제의 위패를 선대 추존 황제들의 위패들과 함께 태묘로 옮겼다.

### 내용주
1. ↑  탁발식의 위로는 형 탁발식군이 있었으나,[3] 탁발식군은 서자였다.[4][3][5][6][7] 이에 대해서는 탁발식군 문서를 참조하라.
2. ↑  《위서》·《북사》·《자치통감》 같은 《정사》에는 모두 장손근(長孫斤)으로 표기되어 있다. 그러나 장손(長孫)씨가 효문제의 한화정책에 따라 태화 20년(496년)에 한족풍 성씨인 장손씨로 개성하기 이전의 선비풍 성씨는 발발(拔拔)씨였다.[11][12] 즉 장손씨는 496년까지는 발발씨로 쓰이고 불렸던 것이다.[12][10][13] 북제 때 편찬된 《위서》는 한화정책 이후 한족풍의 성씨로 개성한 이후의 시점을 반영하여, 개성 이후의 한족풍 성씨로 모두 표기하는 대신 개성 전의 선비풍 성씨로 표기하지 않았는데,[12] 이것은 한족풍으로 개성한 이후의 성씨가 기록에 적기 간편하였기 때문이었다.[12] 《자치통감》에서도 496년 이전까지 북위 및 그 전신인 대나라에서 활동했던 선비족 출신 인사들의 성씨를 개성 이후의 한족풍 성씨대로 표기하였는데,[12][13] 호삼성은 기록하기 간편하고 쉬운 점을 감안하여, 효문제의 한화정책으로 한족풍 성씨로 개성하기 이전 시점에서의 선비풍 성씨를 《위서》에서 한화정책으로 개성한 이후의 한족풍 성씨로 표기한 그대로 적용하였다.[12] 단, 《송서》와 《남제서》는 개성 이전의 선비풍 성씨 그대로 표기하였다.[12] 영문판 위키백과의 북위의 인물들의 각 문서에서도 이 점을 반영하여 개성 이후의 한족풍 성씨가 아닌 당시 개성 이전의 선비풍 성씨 그대로 표기하였다. 즉 발발근(拔拔斤)이 올바른 이름이다. 이에 따라 본 문서에는 496년에 개성하기 이전의 시점에서 개성 이전의 선비풍 성씨 그대로 표기한다.

### 참조주
1. 1 2  위수(魏收), 《위서》, 권13 열전 제1 황후
2. 1 2  이대사(李大師)·이연수(李延壽), 《북사》, 권13 열전 제1 후비 上
3. 1 2 3 4  이대사(李大師)·이연수(李延壽), 《북사》, 권15 열전 제3 위나라의 여러 종실들
4. 1 2  위수(魏收), 《위서》, 권15 열전 제3 소성제 자손
5. 1 2 3  사마광, 《자치통감》, 권103 진기(晉紀) 제26
6. 1 2 3  호삼성, 《자치통감음주》, 권104 진기(晉紀) 제26 열종(烈宗) 효무황제(孝武皇帝) 上(中)
7. 1 2  백양(柏楊), 《백양판자치통감(柏楊版資治通鑑)》 제4집 〈남북분립(南北分立)〉 부견대제(苻堅大帝)[376년(병자)]
8. 1 2 3 4 5 6  사마광, 《자치통감》, 권103 진기(晉紀) 제25
9. 1 2 3 4 5 6  호삼성, 《자치통감음주》, 권103 진기(晉紀) 제25 태종(太宗) 간문황제(簡文皇帝)
10. 1 2 3 4 5 6 7  백양(柏楊), 《백양판자치통감(柏楊版資治通鑑)》 제4집 〈남북분립(南北分立)〉 부견대제(苻堅大帝)[371년(신미)]
11. ↑  사마광, 《자치통감》, 권140 제기(齊紀) 제6
12. 1 2 3 4 5 6 7  호삼성, 《자치통감음주》, 권140 제기(齊紀) 제6 고종(高宗) 명황제(明皇帝) 中
13. 1 2  백양(柏楊), 《백양판자치통감(柏楊版資治通鑑)》 제5집 〈난세봉연(亂世烽煙)〉 전반한화(全般漢化)[496년(병자)]
14. 1 2 3 4  위수(魏收), 《위서》, 권1 제기(帝紀) 제1 서기(序紀)
15. 1 2 3 4 5 6  이대사(李大師)·이연수(李延壽), 《북사》, 권1 위 본기(本紀) 제1 中 태조 도무제
16. ↑  중앙연구원 음양력 변환기
17. 1 2  위수(魏收), 《위서》, 권2 제기(帝紀) 제2 태조기(太祖紀)
18. ↑  사마광, 《자치통감》, 권110 진기(晉紀) 제32
19. ↑  호삼성, 《자치통감음주》, 권110 진기(晉紀) 제32 안황제(安皇帝) 乙
20. ↑  백양(柏楊), 《백양판자치통감(柏楊版資治通鑑)》 제4집 〈남북분립(南北分立)〉 비수지전(淝水之戰)[398년(무술)]